# 桂花團治 (3代目)
三代目 桂 花團治（かつら はなだんじ、1962年10月10日 - ）は、二代目桂春蝶門下の落語家で最後の弟子。本名∶森 隆久。出囃子は『井出の山吹』。

## 略歴
- 1962年 - 大阪府豊中市生まれ。
- 1981年 - 大阪府立桜塚高等学校卒業。
- 1982年 - 大阪芸術大学中退。
- 1982年10月 - 桂春蝶に入門[1]。
- 1982年 - 大阪シナリオ学校上方芸能コースで学び、翌年桂春蝶独演会にて初高座。
- 1988年 - 毎日放送落語家新人コンクール優勝。
- 1990年 - 落語のルーツを仏教ととらえ、「お釈迦さん」の生誕地であるネパールでの公演を敢行。
- 1994年 - 作家らと新作落語集団「落語一番搾り」を結成。
- 2014年 - 初代桂花團治のひ孫から名跡の復活の意向もあり、3代目桂花團治を襲名することを発表[2]。
- 2015年4月26日 - 池田市民文化会館での第16回『いけだ・春団治まつり』公演を以て正式に3代目桂花團治を襲名[3]。

## 人物・逸話
狂言師森五六九（もりごろく）としての顔も持ち、大蔵流狂言方安東伸元に師事していた。
大阪青山大学、放送芸術学院、ECCアーティストカレッジ、大阪アニメーションスクールなどの非常勤講師として、ときには講演会なども行っている。
人形劇団クラルテ（1948年に大阪に誕生）の語り部をもこなす。
蝶六という名は、高校の落語研究会の先輩でもある、一門の4代目桂春團治（当時・桂春之助）がつけたという。ただし、深い理由はなく、なんとなくゴロがよいからとのこと。
桜塚高校の落研では1年生が最初にやるネタは『明礬丁稚』と決まっている。落研を創設したのはSF作家のかんべむさしであるが、その1期下の4代目春團治が最初に師匠の3代目春團治に稽古をしてもらったネタということで、4代目春團治よりも下の代からは『明礬丁稚』をやる。4代目春團治の14期下にあたる花團治も例にもれず、高校落研時には最初に稽古をしたが、この短いネタを噺家になっても口演している。なお花團治の4期上にあたる笑福亭仁勇は『明礬丁稚』を口演していないという。
2015年6月21日に住吉区民センターにて行なわれた「第40回ほろ酔い寄席～新・花團治お披露目の会」終演後に、大師匠の3代目春團治がサプライズゲストとして花團治に花束を贈呈しに出囃子「野崎」に乗ってスーツ姿で登場。翌年1月に亡くなる3代目春團治が公の場に姿を見せた貴重な機会となった。

## 得意ネタ
師匠・2代目春蝶ゆずりの『猫の忠信』など。
新作落語とはいえないほどさまざまな噺家が手がけた『ぜんざい公社』『昭和任侠伝』など。
『カレーなる一族』などの新作もある。

## 出演番組
- OBCヤングラジオ（ラジオ大阪）